# Sełce (obwód Dobricz)
Sełce (bułg. Селце) – wieś w Bułgarii, w obwodzie Dobricz, w gminie Kawarna. Według danych szacunkowych Ujednoliconego Systemu Ewidencji Ludności oraz Usług Administracyjnych dla Ludności, 15 czerwca 2022 roku miejscowość liczyła 90 mieszkańców.